# Amara (Ialomiţa)
Amara er en by i distriktet Ialomița i Muntenien, Rumænien. Den ligger på Bărăgan-sletten på bredden af Amara-søen, 7 km nord for distriktshovedstaden Slobozia. Amara blev ophøjet til bystatus i 2004.
Byen har 6.805 (2021) indbyggere.

## Historie
Området omkring Amara-søen  blev første gang nævnt i dokumenter i forbindelse med Valachernes Prins Matei Basarab, der var fyrste mellem  1632 og  1654.  På det tidspunkt blev jorden doneret til klostret i Slobozia. De overgik til den rumænske stat i 1864 ved sekulariseringen af klostrets ejendom. I 1887 blev de første kemiske analyser af Amara-søen foretaget. Som følge heraf udviklede der sig en bebyggelse ved søen, brugt som et kursted. En del af kurbadet blev ødelagt under Første Verdenskrig. Efter Anden Verdenskrig blev kurbadet restaureret og udvidet til at omfatte hele året.